# Frąsin
Frąsin – część wsi Kolebki w Polsce, położona w województwie wielkopolskim, w powiecie konińskim, w gminie Ślesin.
W latach 1975–1998 Frąsin należał administracyjnie do województwa konińskiego.